# نیلتون ده سوردی
نیلتون ده سوردی (پرتغالی: Nílton de Sordi; ۱۴ فوریهٔ ۱۹۳۱ – ۲۴ اوت ۲۰۱۳) بازیکن فوتبال اهل برزیل بود.
از باشگاه‌هایی که در آن بازی کرده‌است می‌توان به باشگاه فوتبال سائو پائولو اشاره کرد.
وی همچنین در تیم ملی فوتبال برزیل بازی کرده‌است.